# Eleutherodactylus modestus
Eleutherodactylus modestus es una especie de anfibio anuro de la familia Eleutherodactylidae.

## Distribución geográfica
Esta especie es endémica de México. Habita en los estados de Colima y Jalisco hasta 700 m de altitud.

## Publicación original
- Taylor, 1942 : New Caudata and Salientia from Mexico. University of Kansas Science Bulletin, vol. 28, n.º 14, p. 295-323[5]